# Adiantum humile
Adiantum humile là một loài thực vật có mạch trong họ Adiantaceae. Loài này được Kunze miêu tả khoa học đầu tiên năm 1834.